# Mate Pavić
Mate Pavić (ur. 4 lipca 1993 w Splicie) – chorwacki tenisista, zdobywca Pucharu Davisa, zwycięzca Australian Open 2018, US Open 2020, Wimbledonu 2021 i French Open 2024 w grze podwójnej oraz US Open 2016, Australian Open 2018 i Wimbledonu 2023 w grze mieszanej, mistrz olimpijski z Tokio (2020) w grze podwójnej, lider rankingu ATP deblistów.

## Kariera tenisowa
Występując jeszcze jako junior, w 2011 roku wygrał wielkoszlemowy Wimbledon w grze podwójnej chłopców, tworząc parę z George’em Morganem.
Startując w turniejach zawodowych, Chorwat wygrał 41 turniejów rangi ATP Tour z 74 rozegranych finałów, w tym Australian Open 2018 wspólnie z Oliverem Marachem, US Open 2020 razem z Bruno Soaresem, Wimbledon 2021 w parze z Nikolą Mekticiem oraz French Open 2024 z Marcelem Arévalem. Pod koniec lipca 2021 Pavić i Mektić odnieśli zwycięstwo w igrzyskach olimpijskich, w meczu o złoty medal wygrywając z Marinem Čiliciem i Ivanem Dodigiem.
We wrześniu 2016 roku Pavić triumfował wspólnie z Laurą Siegemund w zmaganiach gry mieszanej podczas US Open. Drugi tytuł w tej konkurencji zdobył podczas Australian Open 2018 z Gabrielą Dabrowski. Para Dabrowski–Pavić znalazła się też w finałach French Open 2018 i 2019. Kolejny tytuł w mikście, tworząc parę z Ludmyłą Kiczenok, zdobył na kortach Wimbledonu w 2023 roku.
W 2013 zadebiutował w reprezentacji Chorwacji w Pucharze Davisa. W 2018 roku zdobył z zespołem narodowym trofeum po pokonaniu w finale 3:1 Francji. Podczas edycji z 2021 roku Pavić wspólnie z reprezentacją przegrali w finale 0:2 z Rosją.
Mistrz olimpijski z Tokio (2020) w deblu razem z Nikolą Mekticiem, gdzie jako najwyżej rozstawieni pokonali w finale parę Marin Čilić–Ivan Dodig 6:4, 3:6, 10–6. Podczas igrzysk olimpijskich w Paryżu (2024) debel Mektić–Pavić odpadł w pierwszej rundzie.
Najwyżej w rankingu ATP singlistów zajmował 295. miejsce (6 maja 2013), a w klasyfikacji deblistów 1. pozycję (21 maja 2018).

### Finały w turniejach ATP Tour
| Legenda                                      |
| -------------------------------------------- |
| Wielki Szlem                                 |
| Igrzyska olimpijskie                         |
| Tennis Masters Cup / ATP Finals              |
| ATP Masters Series / ATP Tour Masters 1000   |
| ATP International Series Gold / ATP Tour 500 |
| ATP International Series / ATP Tour 250      |

#### Gra podwójna (41–33)
| Końcowy wynik | Nr  | Data                 | Turniej                    | Nawierzchnia  | Partner         | Przeciwnicy                            | Wynik finału                        |
| ------------- | --- | -------------------- | -------------------------- | ------------- | --------------- | -------------------------------------- | ----------------------------------- |
| Finalista     | 1.  | 5 lutego 2012        | Zagrzeb                    | Twarda (hala) | Ivan Dodig      | Markos Pagdatis Michaił Jużny          | 2:6, 2:6                            |
| Finalista     | 2.  | 10 lutego 2013       | Zagrzeb                    | Twarda (hala) | Ivan Dodig      | Julian Knowle Filip Polášek            | 3:6, 3:6                            |
| Finalista     | 3.  | 5 stycznia 2014      | Ćennaj                     | Twarda        | Marin Draganja  | Johan Brunström Frederik Nielsen       | 2:6, 6:4, 7–10                      |
| Zwycięzca     | 1.  | 23 maja 2015         | Nicea                      | Ceglana       | Michael Venus   | Jean-Julien Rojer Horia Tecău          | 7:6(4), 2:6, 10–8                   |
| Finalista     | 4.  | 19 lipca 2015        | Newport                    | Trawiasta     | Nicholas Monroe | Jonathan Marray Aisam-ul-Haq Qureshi   | 6:4, 3:6, 8–10                      |
| Finalista     | 5.  | 26 lipca 2015        | Bogota                     | Twarda        | Michael Venus   | Édouard Roger-Vasselin Radek Štěpánek  | 5:7, 3:6                            |
| Finalista     | 6.  | 25 października 2015 | Sztokholm                  | Twarda (hala) | Michael Venus   | Nicholas Monroe Jack Sock              | 5:7, 2:6                            |
| Zwycięzca     | 2.  | 16 stycznia 2016     | Auckland                   | Twarda        | Michael Venus   | Eric Butorac Scott Lipsky              | 7:5, 6:4                            |
| Zwycięzca     | 3.  | 7 lutego 2016        | Montpellier                | Twarda (hala) | Michael Venus   | Alexander Zverev Mischa Zverev         | 7:5, 7:6(4)                         |
| Zwycięzca     | 4.  | 21 lutego 2016       | Marsylia                   | Twarda (hala) | Michael Venus   | Jonatan Erlich Colin Fleming           | 6:2, 6:3                            |
| Finalista     | 7.  | 21 maja 2016         | Nicea                      | Ceglana       | Michael Venus   | Juan Sebastián Cabal Robert Farah      | 6:4, 4:6, 8–10                      |
| Zwycięzca     | 5.  | 13 czerwca 2016      | ’s-Hertogenbosch           | Trawiasta     | Michael Venus   | Dominic Inglot Raven Klaasen           | 3:6, 6:3, 11–9                      |
| Finalista     | 8.  | 24 lipca 2016        | Gstaad                     | Ceglana       | Michael Venus   | Julio Peralta Horacio Zeballos         | 6:7(2), 2:6                         |
| Finalista     | 9.  | 25 września 2016     | Metz                       | Twarda (hala) | Michael Venus   | Julio Peralta Horacio Zeballos         | 3:6, 6:7(4)                         |
| Finalista     | 10. | 23 października 2016 | Sztokholm                  | Twarda (hala) | Michael Venus   | Elias Ymer Mikael Ymer                 | 1:6, 1:6                            |
| Zwycięzca     | 6.  | 15 kwietnia 2017     | Marrakesz                  | Ceglana       | Dominic Inglot  | Marcel Granollers Marc López           | 6:4, 2:6, 11–9                      |
| Finalista     | 11. | 18 czerwca 2017      | Stuttgart                  | Trawiasta     | Oliver Marach   | Jamie Murray Bruno Soares              | 7:6(4), 5:7, 5–10                   |
| Finalista     | 12. | 30 czerwca 2017      | Antalya                    | Trawiasta     | Oliver Marach   | Robert Lindstedt Aisam-ul-Haq Qureshi  | 5:7, 1:4 krecz                      |
| Finalista     | 13. | 15 lipca 2017        | Wimbledon, Londyn          | Trawiasta     | Oliver Marach   | Łukasz Kubot Marcelo Melo              | 7:5, 5:7, 6:7(2), 6:3, 11:13        |
| Zwycięzca     | 7.  | 30 lipca 2017        | Hamburg                    | Ceglana       | Ivan Dodig      | Pablo Cuevas Marc López                | 6:3, 6:4                            |
| Zwycięzca     | 8.  | 22 października 2017 | Sztokholm                  | Twarda (hala) | Oliver Marach   | Aisam-ul-Haq Qureshi Jean-Julien Rojer | 3:6, 7:6(6), 10–4                   |
| Zwycięzca     | 9.  | 5 stycznia 2018      | Doha                       | Twarda        | Oliver Marach   | Jamie Murray Bruno Soares              | 6:2, 7:6(6)                         |
| Zwycięzca     | 10. | 13 stycznia 2018     | Auckland                   | Twarda        | Oliver Marach   | Maks Mirny Philipp Oswald              | 6:4, 5:7, 10–7                      |
| Zwycięzca     | 11. | 27 stycznia 2018     | Australian Open, Melbourne | Twarda        | Oliver Marach   | Juan Sebastián Cabal Robert Farah      | 6:4, 6:4                            |
| Finalista     | 14. | 18 lutego 2018       | Rotterdam                  | Twarda (hala) | Oliver Marach   | Pierre-Hugues Herbert Nicolas Mahut    | 6:2, 2:6, 7–10                      |
| Finalista     | 15. | 22 kwietnia 2018     | Monte Carlo                | Ceglana       | Oliver Marach   | Bob Bryan Mike Bryan                   | 6:7(5), 3:6                         |
| Zwycięzca     | 12. | 26 maja 2018         | Genewa                     | Ceglana       | Oliver Marach   | Ivan Dodig Rajeev Ram                  | 3:6, 7:6(3), 11–9                   |
| Finalista     | 16. | 9 czerwca 2018       | French Open, Paryż         | Ceglana       | Oliver Marach   | Pierre-Hugues Herbert Nicolas Mahut    | 2:6, 6:7(4)                         |
| Finalista     | 17. | 29 lipca 2018        | Hamburg                    | Ceglana       | Oliver Marach   | Julio Peralta Horacio Zeballos         | 1:6, 6:4, 6–10                      |
| Zwycięzca     | 13. | 30 września 2018     | Chengdu                    | Twarda        | Ivan Dodig      | Austin Krajicek Jeevan Nedunchezhiyan  | 6:2, 6:4                            |
| Finalista     | 18. | 7 października 2018  | Pekin                      | Twarda        | Oliver Marach   | Łukasz Kubot Marcelo Melo              | 1:6, 4:6                            |
| Zwycięzca     | 14. | 25 maja 2019         | Genewa                     | Ceglana       | Oliver Marach   | Matthew Ebden Robert Lindstedt         | 6:4, 6:4                            |
| Zwycięzca     | 15. | 13 października 2019 | Szanghaj                   | Twarda        | Bruno Soares    | Łukasz Kubot Marcelo Melo              | 6:4, 6:2                            |
| Finalista     | 19. | 20 października 2019 | Sztokholm                  | Twarda (hala) | Bruno Soares    | Henri Kontinen Édouard Roger-Vasselin  | 4:6, 2:6                            |
| Zwycięzca     | 16. | 9 lutego 2020        | Montpellier                | Twarda (hala) | Nikola Ćaćić    | Dominic Inglot Aisam-ul-Haq Qureshi    | 6:4, 6:7(4), 10–4                   |
| Zwycięzca     | 17. | 10 września 2020     | US Open, Nowy Jork         | Twarda        | Bruno Soares    | Wesley Koolhof Nikola Mektić           | 7:5, 6:3                            |
| Finalista     | 20. | 27 września 2020     | Hamburg                    | Ceglana       | Ivan Dodig      | John Peers Michael Venus               | 3:6, 4:6                            |
| Finalista     | 21. | 10 października 2020 | French Open, Paryż         | Ceglana       | Bruno Soares    | Kevin Krawietz Andreas Mies            | 3:6, 5:7                            |
| Finalista     | 22. | 8 listopada 2020     | Paryż                      | Twarda (hala) | Bruno Soares    | Félix Auger-Aliassime Hubert Hurkacz   | 7:6(3), 6:7(7), 2–10                |
| Zwycięzca     | 18. | 12 stycznia 2021     | Antalya                    | Twarda        | Nikola Mektić   | Ivan Dodig Filip Polášek               | 6:2, 6:4                            |
| Zwycięzca     | 19. | 7 lutego 2021        | Melbourne                  | Twarda        | Nikola Mektić   | Jérémy Chardy Fabrice Martin           | 7:6(2), 6:3                         |
| Zwycięzca     | 20. | 7 marca 2021         | Rotterdam                  | Twarda (hala) | Nikola Mektić   | Kevin Krawietz Horia Tecău             | 7:6(7), 6:2                         |
| Finalista     | 23. | 20 marca 2021        | Dubaj                      | Twarda        | Nikola Mektić   | Juan Sebastián Cabal Robert Farah      | 6:7(0), 6:7(4)                      |
| Zwycięzca     | 21. | 3 kwietnia 2021      | Miami                      | Twarda        | Nikola Mektić   | Daniel Evans Neal Skupski              | 6:4, 6:4                            |
| Zwycięzca     | 22. | 18 kwietnia 2021     | Monte Carlo                | Ceglana       | Nikola Mektić   | Daniel Evans Neal Skupski              | 6:3, 4:6, 10–7                      |
| Finalista     | 24. | 9 maja 2021          | Madryt                     | Ceglana       | Nikola Mektić   | Marcel Granollers Horacio Zeballos     | 6:1, 3:6, 8–10                      |
| Zwycięzca     | 23. | 16 maja 2021         | Rzym                       | Ceglana       | Nikola Mektić   | Rajeev Ram Joe Salisbury               | 6:4, 7:6(4)                         |
| Zwycięzca     | 24. | 25 czerwca 2021      | Eastbourne                 | Trawiasta     | Nikola Mektić   | Rajeev Ram Joe Salisbury               | 6:4, 6:3                            |
| Zwycięzca     | 25. | 10 lipca 2021        | Wimbledon, Londyn          | Trawiasta     | Nikola Mektić   | Marcel Granollers Horacio Zeballos     | 6:4, 7:6(5), 2:6, 7:5               |
| Zwycięzca     | 26. | 30 lipca 2021        | Tokio                      | Twarda        | Nikola Mektić   | Marin Čilić Ivan Dodig                 | 6:4, 3:6, 10–6                      |
| Finalista     | 25. | 15 sierpnia 2021     | Toronto                    | Twarda        | Nikola Mektić   | Rajeev Ram Joe Salisbury               | 3:6, 6:4, 3–10                      |
| Finalista     | 26. | 26 lutego 2022       | Dubaj                      | Twarda        | Nikola Mektić   | Tim Pütz Michael Venus                 | 3:6, 7:6(5), 14–16                  |
| Finalista     | 27. | 23 kwietnia 2022     | Belgrad                    | Ceglana       | Nikola Mektić   | Ariel Behar Gonzalo Escobar            | 2:6, 6:3, 7–10                      |
| Zwycięzca     | 27. | 15 maja 2022         | Rzym                       | Ceglana       | Nikola Mektić   | John Isner Diego Schwartzman           | 6:2, 6:7(6), 12–10                  |
| Zwycięzca     | 28. | 21 maja 2022         | Genewa                     | Ceglana       | Nikola Mektić   | Pablo Andújar Matwé Middelkoop         | 2:6, 6:2, 10–3                      |
| Zwycięzca     | 29. | 12 czerwca 2022      | Stuttgart                  | Trawiasta     | Hubert Hurkacz  | Tim Pütz Michael Venus                 | 7:6(3), 7:6(5)                      |
| Zwycięzca     | 30. | 19 czerwca 2022      | Londyn                     | Trawiasta     | Nikola Mektić   | Lloyd Glasspool Harri Heliövaara       | 3:6, 7:6(3), 10–6                   |
| Zwycięzca     | 31. | 24 czerwca 2022      | Eastbourne                 | Trawiasta     | Nikola Mektić   | Matwé Middelkoop Luke Saville          | 6:4, 6:2                            |
| Finalista     | 28. | 9 lipca 2022         | Wimbledon, Londyn          | Trawiasta     | Nikola Mektić   | Matthew Ebden Max Purcell              | 6:7(5), 7:6(3), 6:4, 4:6, 6:7(2–10) |
| Zwycięzca     | 32. | 9 października 2022  | Astana                     | Twarda (hala) | Nikola Mektić   | Adrian Mannarino Fabrice Martin        | 6:4, 6:2                            |
| Finalista     | 29. | 20 listopada 2022    | Turyn                      | Twarda (hala) | Nikola Mektić   | Rajeev Ram Joe Salisbury               | 6:7(4), 4:6                         |
| Zwycięzca     | 33. | 14 stycznia 2023     | Auckland                   | Twarda        | Nikola Mektić   | Nathaniel Lammons Jackson Withrow      | 6:4, 6:7(5), 10–6                   |
| Zwycięzca     | 34. | 18 czerwca 2023      | Stuttgart                  | Trawiasta     | Nikola Mektić   | Kevin Krawietz Tim Pütz                | 7:6(2), 6:3                         |
| Zwycięzca     | 35. | 1 lipca 2023         | Eastbourne                 | Trawiasta     | Nikola Mektić   | Ivan Dodig Austin Krajicek             | 6:4, 6:2                            |
| Finalista     | 30. | 3 października 2023  | Astana                     | Twarda (hala) | John Peers      | Nathaniel Lammons Jackson Withrow      | 6:7(4), 6:7(7)                      |
| Zwycięzca     | 36. | 7 stycznia 2024      | Hongkong                   | Twarda        | Marcelo Arévalo | Sander Gillé Joran Vliegen             | 7:6(3), 6:4                         |
| Finalista     | 31. | 19 maja 2024         | Rzym                       | Ceglana       | Marcelo Arévalo | Marcel Granollers Horacio Zeballos     | 2:6, 2:6                            |
| Zwycięzca     | 37. | 25 maja 2024         | Genewa                     | Ceglana       | Marcelo Arévalo | Lloyd Glasspool Jean-Julien Rojer      | 7:6(2), 7:5                         |
| Zwycięzca     | 38. | 8 czerwca 2024       | French Open, Paryż         | Ceglana       | Marcelo Arévalo | Simone Bolelli Andrea Vavassori        | 7:5, 6:3                            |
| Zwycięzca     | 39. | 19 sierpnia 2024     | Cincinnati                 | Twarda        | Marcelo Arévalo | Mackenzie McDonald Alex Michelsen      | 6:2, 6:4                            |
| Finalista     | 32. | 17 listopada 2024    | Turyn                      | Twarda (hala) | Marcelo Arévalo | Kevin Krawietz Tim Pütz                | 6:7(5), 6:7(6)                      |
| Zwycięzca     | 40. | 16 marca 2025        | Indian Wells               | Twarda        | Marcelo Arévalo | Sebastian Korda Jordan Thompson        | 6:3, 6:4                            |
| Zwycięzca     | 41. | 29 marca 2025        | Miami                      | Twarda        | Marcelo Arévalo | Julian Cash Lloyd Glasspool            | 7:6(3), 6:3                         |
| Finalista     | 33. | 3 maja 2025          | Madryt                     | Ceglana       | Marcelo Arévalo | Marcel Granollers Horacio Zeballos     | 4:6, 4:6                            |

#### Gra mieszana (3–2)
| Końcowy wynik | Nr | Data             | Turniej                    | Nawierzchnia | Partnerka          | Przeciwnicy                | Wynik finału      |
| ------------- | -- | ---------------- | -------------------------- | ------------ | ------------------ | -------------------------- | ----------------- |
| Zwycięzca     | 1. | 9 września 2016  | US Open, Nowy Jork         | Twarda       | Laura Siegemund    | Coco Vandeweghe Rajeev Ram | 6:4, 6:4          |
| Zwycięzca     | 2. | 28 stycznia 2018 | Australian Open, Melbourne | Twarda       | Gabriela Dabrowski | Tímea Babos Rohan Bopanna  | 2:6, 6:4, 11–9    |
| Finalista     | 1. | 7 czerwca 2018   | French Open, Paryż         | Ceglana      | Gabriela Dabrowski | Latisha Chan Ivan Dodig    | 1:6, 7:6(5), 8–10 |
| Finalista     | 2. | 7 czerwca 2019   | French Open, Paryż         | Ceglana      | Gabriela Dabrowski | Latisha Chan Ivan Dodig    | 1:6, 6:7(5)       |
| Zwycięzca     | 3. | 13 lipca 2023    | Wimbledon, Londyn          | Trawiasta    | Ludmyła Kiczenok   | Xu Yifan Joran Vliegen     | 6:4, 6:7(9), 6:3  |

## Odznaczenia
- Order Księcia Branimira (2018)[1]